# INnoVation
Ли Син Хён (кор. 이신형, род. 25 июля 1993, Республика Корея), более известный под своим никнеймом INnoVation, — корейский профессиональный игрок в StarCraft II, играющий за расу терранов и выступающий за команду KaiZi Gaming с 2019 года. Чемпион мира по версии WESG, трёхкратный чемпион Global StarCraft II League (3 сезон 2014, 3 сезон 2015, 3 сезон 2017), а также чемпион StarCraft II StarLeague 1 сезона 2017 года и 1 сезона 2013 StarCraft II World Championship Series. По состоянию на 2021 год, за свою карьеру INnoVation заработал 796 008 долларов призовых.

## Биография
По словам Ли Син Хёна, его отец любил играть в компьютер, поэтому со временем с компьютерными играми познакомился и он. Это случилось, когда он учился в 3 или 4 классе. Со StarCraft его так же познакомил отец, в эту игру он начал играть как только перешёл в среднюю школу. Решая, кем он хочет стать, Син Хён понял, что учёба его не привлекает, поэтому он решил сконцентрироваться на том, что получалось у него хорошо — компьютерных играх, и начал тренироваться, чтобы стать киберспортсменом. Отец поддержал его решение и помогал с поиском турниров для участия.
В свою первую киберспортивную команду Ли попал в возрасте 16 лет. По его словам, в то время он «всё ещё играл очень плохо», однако команда увидела в нём потенциал, который можно было развить. Для того, чтобы попасть в команду, Син Хён занял первое место на турнире среди претендентов. Тренируясь далее с другими членами команды, он быстро набрал силу и занял первое место во внутреннем рейтинге команды. Когда вышел StarCraft II, он смог довольно быстро адаптироваться к новой игре.
В 2019 году INnoVation стал чемпионом по версии WESG 2018, одержав в финале победу над Йооной «Serral» Соталой, действующим чемпионом мира по версии WCS.

## Стиль игры
Аналитик StarCraft II Стивен «stuchiu» Чиу называет INnoVation «идеальным стандартным терраном». В отличие от других выдающихся «стандартных» игроков, таких как Чжон «Rain» Юн Чжон и Джу «Zest» Сон Вук, создавших собственные игровые стили, которые затем стали эталоном для других игроков, игра INnoVation никогда не была революционной; он всегда придерживался текущей меты и доводил своё исполнение до совершенства. В разные годы своей карьеры стиль INnoVation менялся в зависимости от баланса сил; он мог играть как очень агрессивно (тайминговые атаки со срывом рабочих в 2013 году), так и от глухой обороны (игра в механизацию против зергов в 2015). Причиной падения уровня результатов INnoVation Стивен считает не снижение уровня игры, а проблемы с балансом в те или иные промежутки времени. По словам самого INnoVation, его игра строится на очень сильной механике, в то время как в стратегии и тактике ему недостаёт хитрости и изобретательности.
Пак Сан Хён, комментатор GSL отмечает, что INnoVation умеет прекрасно контролировать свои эмоции, благодаря чему его уровень игры не зависит от его состояния. За свой стиль игры и прямолинейный характер INnoVation заслужил прозвище «машина».

## Достижения
- 2012 Global StarCraft II League Season 5: Code S (3—4 место)
- 2013 MLG Winter Championship (3 место)[5]
- 2013 WCS Season 1 Korea GSL: Code S (2 место)[6]
- 2013 WCS Season 1 (1 место)
- 2013 WCS Season 2 Korea OSL: Premier League (3—4 место)
- 2013 DreamHack Open: Bucharest (2 место)
- 2013 DreamHack Open: Winter (4 место)
- ASUS ROG NorthCon 2013 (3—4 место)
- 2014 DreamHack Open: Bucharest (3—4 место)
- 2014 Global StarCraft II League Season 3: Code S (1 место)[7]
- IEM Season X - gamescom (1 место)
- MSI Masters Gaming Arena 2015 (3—4 место)
- 2015 Global StarCraft II League Season 3: Code S (1 место)[8]
- IEM Season XI - Gyeonggi (1 место)
- 2017 StarCraft II StarLeague Season 1: Premier (1 место)[9]
- 2017 GSL vs the World (1 место)
- 2017 Global StarCraft II League Season 3: Code S (1 место)[10]
- 2017 AfreecaTV GSL Super Tournament 2 (3—4 место)
- World Electronic Sports Games 2018 (1 место)[3]
- Gold Professional Championship 2019 Season 1 (1 место)